# Franklin Pierce
Franklin Pierce (Hillsborough, 23 novembre 1804 – Concord, 8 ottobre 1869) è stato un politico e militare statunitense.
È stato il 14º presidente degli Stati Uniti d'America.

## Biografia

### I primi anni
Franklin Pierce nacque ad Hillsborough, nel New Hampshire, il 23 novembre 1804, da Benjamin Pierce, esponente del Partito Democratico locale, che fu due volte governatore dello Stato (1827-1828 e 1829-1830), e da Anna Kendrick, sua seconda moglie.
Sesto di otto figli della coppia, il giovane Franklin compì gli studi in giurisprudenza, laureandosi a 23 anni e divenendo avvocato. Datosi alla carriera politica, dopo essere stato nel Parlamento statale fin dal 1829, fu eletto alla Camera dei Rappresentanti per il suo Stato nel 1833. Frattanto, il 19 novembre 1834 si sposò con Jane Pierce, figlia ventottenne del reverendo Jesse Appleton, dalla quale ebbe tre figli, tutti morti in tenera età. La moglie ebbe una notevole influenza su di lui e, quando il marito nel 1837 divenne senatore, Jane, che odiava la vita di Washington, lo incoraggiò a dimettersi, cosa che avvenne nel 1842, e a tornare nel New Hampshire.
Tuttavia, quando il 13 maggio 1846 gli Stati Uniti d'America dichiararono guerra al Messico, Pierce abbandonò la vita tranquilla che conduceva e si arruolò come ufficiale in un reparto di volontari con il grado di colonnello, per poi divenire brigadiere-generale. Con tale grado guidò il suo reparto nella battaglia di Contreras, nella quale fu anche ferito.

### La presidenza
Dopo la fine della guerra, guarito dalle sue ferite, Pierce tornò alla sua professione giuridica, finché non si candidò alla presidenza degli Stati Uniti nelle elezioni del novembre del 1852, nelle file del Partito Democratico, riuscendo a battere il repubblicano Winfield Scott con un buon programma di rilancio dell'economia.
L'elezione però fu accolta molto male in famiglia, poiché la moglie Jane non voleva tornare nella capitale federale: in più, la morte del figlio terzogenito Benjamin, avvenuta agli inizi del 1853, convinse la donna che Dio disapprovava l'elezione del marito alla presidenza. Per questo motivo rifiutò di adempiere ai suoi doveri di first lady, che delegò all'amica Varina Davis, moglie del segretario alla Guerra di Pierce, Jefferson Davis.
La presidenza Pierce segnò il ritorno al potere dei Democratici e la continuazione almeno temporanea del "compromesso del 1850" tra Nord abolizionista e Sud schiavista, evidenziata dalla nomina, nei ruoli chiave dell'amministrazione, di esponenti di entrambi gli schieramenti: il nordista William Marcy come segretario di Stato e il già citato Davis, originario della Virginia, segretario alla Guerra.

#### Politica estera
In politica estera, durante il suo mandato capitalizzò la spedizione del commodoro Perry in Giappone, forzandolo ad aprirsi al mondo occidentale con la convenzione di Kanagawa del 31 marzo 1854, con il quale lo shōgun concesse di aprire al commercio estero i porti di Shimoda e Hakodate, permettendo inoltre agli Stati Uniti di mantenere un proprio rappresentante permanente (il primo sarebbe stato Townsend Harris, giunto a Shimoda nel 1856).
Inoltre Pierce avviò nuove trattative col Messico che permisero agli USA di inglobare nel loro territorio la parte meridionale dell'Arizona. Il trattato che ne scaturì, noto come "acquisto Gadsden" dal nome dell'ambasciatore americano in Messico James Gadsden e firmato dal presidente il 24 giugno 1853 (il Senato lo ratificò nell'aprile successivo), il governo messicano cedette agli Stati Uniti alcuni territori meridionali dell'Arizona, non compresi nel trattato di Guadalupe Hidalgo, in cambio di un indennizzo di dieci milioni di dollari.
L'amministrazione Pierce tentò in questo periodo anche di ottenere per vie diplomatiche l'isola di Cuba dalla Spagna, tramite la pubblicazione, nell'ottobre del 1854, del cosiddetto manifesto di Ostenda, con il quale gli Stati Uniti dichiaravano apertamente le loro mire espansionistiche su Cuba. Il progetto, che poi non arrivò a nulla, era stato fortemente voluto dai proprietari terrieri sudisti per poter espandere i propri mercati economici nell'isola, la cui economia era a base schiavistica come quella del Sud, ma che era fortemente osteggiata dai gruppi finanziari e imprenditoriali del Nord e dagli abolizionisti.
Per analoghe ragioni, il 20 maggio 1856 Pierce riconobbe il regime che l'avventuriero americano William Walker, a capo di un piccolo esercito di mercenari, aveva instaurato in Nicaragua a danno del governo legittimo: Walker, infatti, per ottenere aiuto contro i Paesi centroamericani confinanti ostili, aveva ristabilito nel Paese la schiavitù, ma alla fine fu cacciato dal Nicaragua e costretto a riparare in patria, accolto come un eroe. L'avventuriero sarebbe poi stato fucilato il 12 settembre 1860 in Honduras, dopo essere stato consegnato alle autorità locali dalla marina britannica, che lo aveva catturato mentre tentava di recarsi nuovamente in Nicaragua.

#### Politica interna
La presidenza di Pierce fu turbata dall'escalation di scontri fra schiavisti e abolizionisti, culminante con la guerra civile in Kansas, il cosiddetto bleeding Kansas, seguita all'approvazione del Kansas-Nebraska Act. Questa legge, approvata al Congresso nel 1854 su iniziativa del senatore dell'Illinois Stephen A. Douglas, si aboliva in pratica il Compromesso del Missouri del 1820, dando facoltà alle assemblee locali dei due Stati, posti sul 40° parallelo, limite secondo il quale la schiavitù dovesse essere abolita, il compito di riconoscere o meno la legittimità dello schiavismo in quei territori. Questa decisione provocò la vibrata protesta degli abolizionisti, riportata attraverso le infuocate parole di un discorso dell'allora emergente uomo politico Abraham Lincoln, di tendenze anti-schiaviste.
Altro effetto della legge fu la dissoluzione del Partito Whig, che durante la votazione si era scisso fra i favorevoli e i contrari al provvedimento. Questi ultimi, insieme ai membri abolizionisti del Partito Democratico, si riunirono a Ripon, nel Wisconsin, dando vita al Partito Repubblicano, antischiavista, espressione degli interessi commerciali e industriali del Nord e dei piccoli agricoltori dell'Ovest.
Gli effetti più evidenti però, che videro la paurosa spaccatura dell'opinione pubblica, avvennero nel Kansas, dove nel 1856 le elezioni per decidere sulla legittimità della schiavitù furono turbate da gravi incidenti trasformatisi in vera e propria guerra civile: gruppi di schiavisti infatti attaccarono la città di Lawrence, provocando la reazione degli abolizionisti, che, guidati da John Brown, uccisero alcuni coloni sudisti a Pottawatomie.
Tutte queste circostanze provocarono a Pierce una vasta impopolarità, la quale, unita alle accuse di corruzione, fece sì che non venisse proposto dai Democratici per un secondo mandato. Candidato ufficiale del partito fu pertanto James Buchanan, che alle elezioni presidenziali del 1856 riuscì a battere il candidato repubblicano John Frémont.

### Ultimi anni
Scaduto infine il mandato il 4 marzo 1857, Franklin Pierce si ritirò a vita privata a Concord, nel suo Stato natale, insieme alla moglie Jane, che morì di tubercolosi nel 1863 ad Andover, nel Massachusetts. Rimasto vedovo, dopo aver fatto un viaggio di tre anni in Europa, l'ex-presidente ritornò a Concord, morendovi l'8 ottobre 1869. Venne sepolto presso il Old North Cemetery di Concord.